# Iftar
Iftar eller Fatoor er inden for islam det måltid, der indtages efter solnedgang i måneden ramadan. Iftar er afslutningen på ramadanens daglige faste (sawm), mens måltidet før daggry kaldes for suhoor. Iftar afholdes ofte som fællesmåltid med venner og familie. Moskéer arrangere ofte iftar for fattige.